# 암소공포증
암소공포증(暗所恐怖症, Nyctophobia)은 공포증의 하나로, 어두운 곳을 병적으로 두려워하는 증상이다.

## 증상
암소 공포증의 증상은 다음과 같다.
- 공황 발작
- 숨가쁨
- 어지러움
- 떨림
- 식은땀
- 심장 박동 증가
- 가슴 통증
- 어두운 공간 기피

## 치료법
암소공포증에 가장 효과적이며 대중적인 치료법으로는 인지-행동치료가 있다.